# Person of Interest

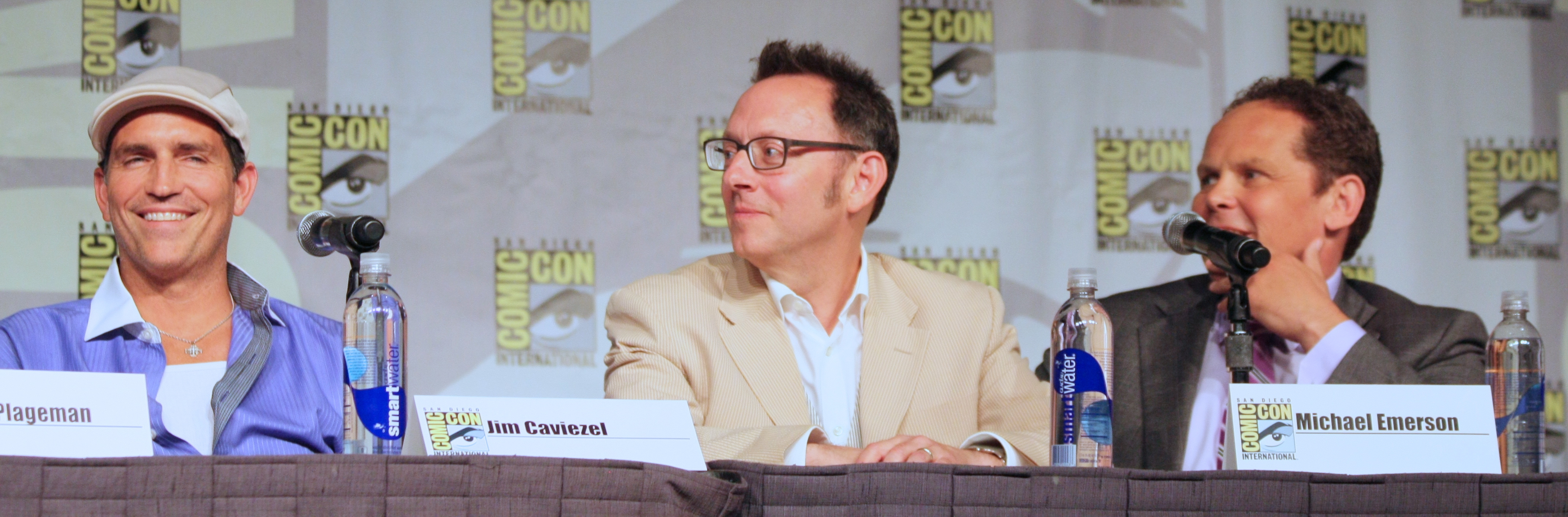
Från vänster: Jim Caviezel (John Reese), Michael Emerson (Harold Finch) och Kevin Chapman (Lionel Fusco).

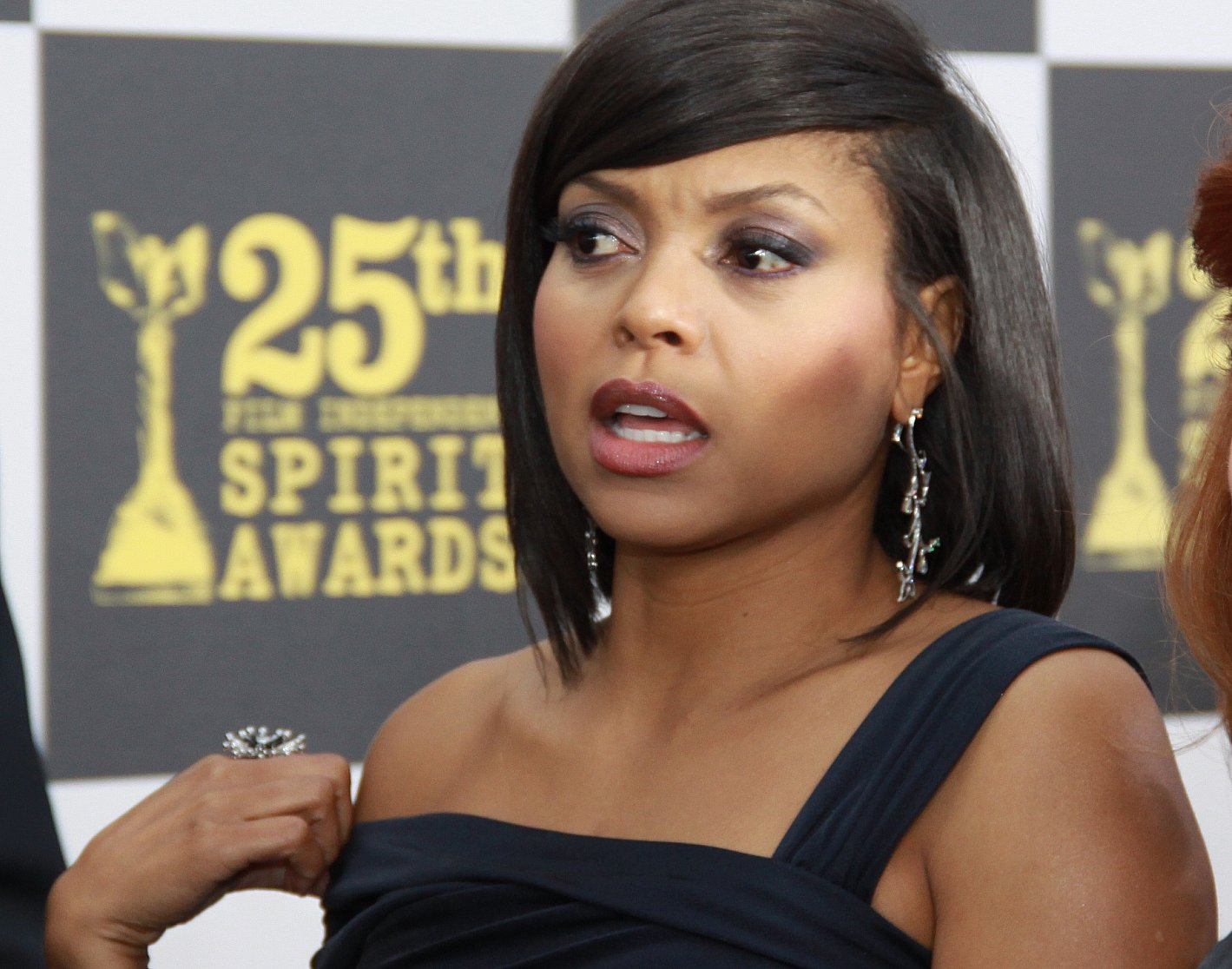
Taraji P. Henson (Jocelyn "Joss" Carter).

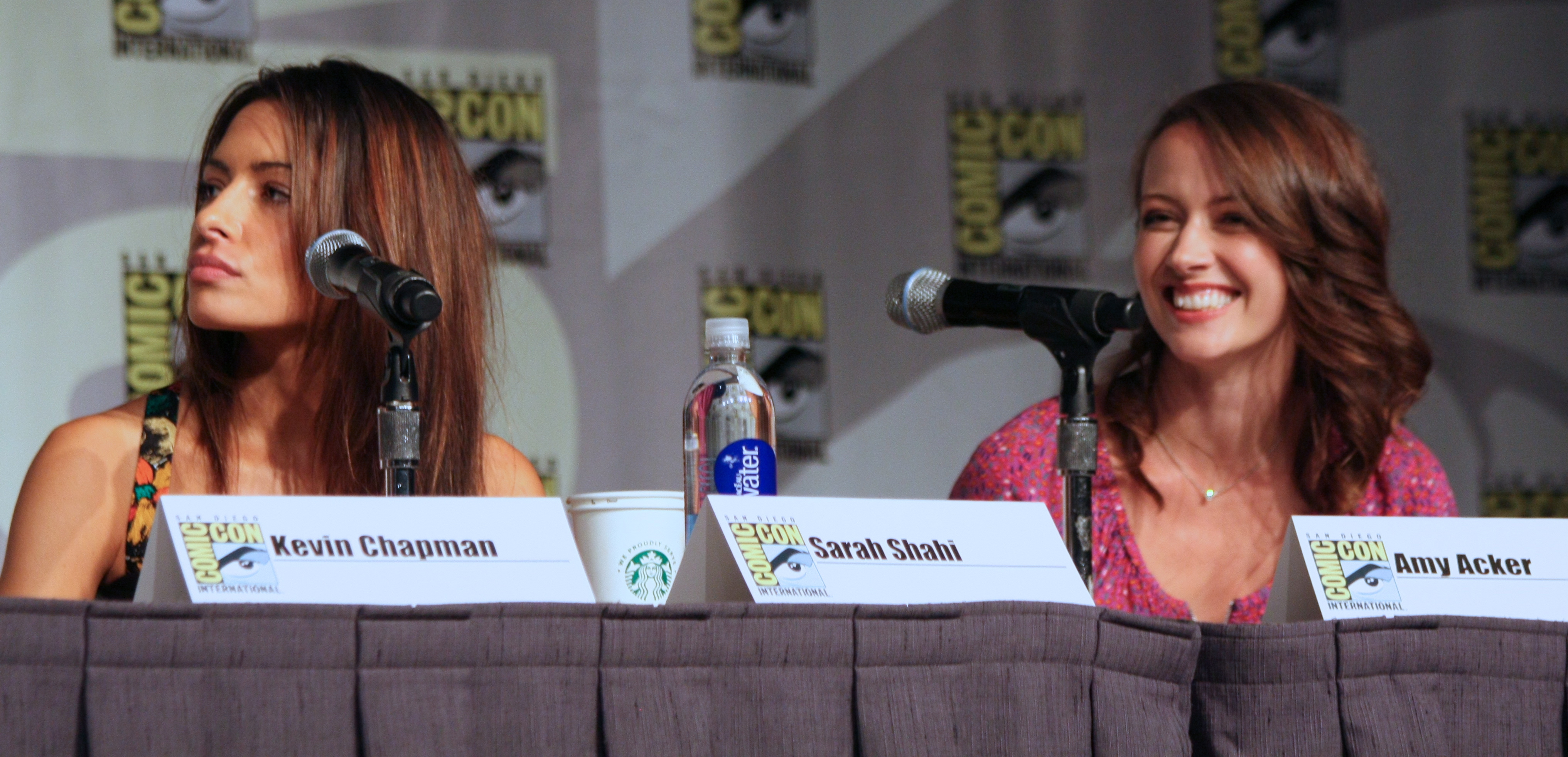
Sarah Shahi (Sameen Shaw) och Amy Acker (Root).

Person of Interest är en amerikansk TV-serie skapad av Jonathan Nolan, som sändes på CBS från den 22 september 2011 till 21 juni 2016. Totalt sändes 103 avsnitt över fem säsonger. Serien kretsar runt John Reese (Jim Caviezel), en före detta CIA-officer som rekryteras av den mystiske miljardären Harold Finch (Michael Emerson) för att förebygga våldsbrott i New York.

## Medverkande i urval

### Huvudpersoner
- Jim Caviezel – John Reese
- Michael Emerson – Harold Finch
- Taraji P. Henson – Detective Jocelyn "Joss" Carter (säsongerna 1–3, huvudroll; säsong 4, gästroll)
- Kevin Chapman – Detective Lionel Fusco
- Amy Acker – Root (säsong 1, gästroll; säsong 2, biroll; säsongerna 3–5, huvudroll)
- Sarah Shahi – Sameen Shaw (säsong 2, biroll; säsongerna 3–5, huvudroll)